# Crédit Agricole Suisse Open Gstaad 2014
Crédit Agricole Suisse Open Gstaad 2014 — тенісний турнір, що проходив на ґрунтових кортах у місті Гштаад, Швейцарія з 21 липня. Належав до категорії ATP World Tour 250, був турніром серії Swiss Open Gstaad 2014 року.

## Фінальна частина

### Одиночний розряд
Пабло Андухар —  Хуан Монако 6–3, 7–5

### Парний розряд
Андре Бегеманн /  Робін Гаасе —  Раміз Джунейд /  Міхал Мертиняк 6–3, 6–4